# Лікаря викликали?
«Лікаря викликали?» (рос. «Врача вызывали?») — радянський художній фільм 1974 року, знятий на кіностудії «Ленфільм».

## Сюжет
Вихованка дитбудинку і випускниця медичного інституту Катя Лузіна (Наталія Попова) починає свою трудову діяльність як дільничний лікар-терапевт у звичайній поліклініці № 8. Незважаючи на складності, скептичне ставлення хворих до молодого лікаря, вона стає відмінним лікарем і отримує запрошення працювати в клініці у знаменитого професора Медведєва (Леонід Бронєвой).

## У ролях
- Наталія Попова —  Катя Лузіна
- Олександр Овчинников —  Сергій Петрович, молодий хірург  (озвучував  Олег Борисов)
- Леонід Бронєвой —  Леонід Сергійович Медведєв, професор, завідувач терапевтичною клінікою
- Олег Басилашвілі —  Петро Іванович, головний лікар поліклініки № 8
- Майя Булгакова —  Глафіра Василівна, пенсіонерка
- Роман Ткачук —  голова цехкому
- Михайло Єкатеринінський —  дідусь Геннадія, хворий
- Сергій Мученіков —  Геннадій Терьохін, музикант в ресторані
- Пантелеймон Кримов —  голова товариського суду
- Ніна Мамаєва —  епізод
- Федір Одиноков —  епізод
- Павло Панков —  Олександр, вибагливий хворий на дому
- Віра Титова —  хвора-сімулянтка
- Олег Хроменков —  Вася, хворий після операції
- Петро Лобанов —  потерпілий
- Ніна Ольхіна —  дружина хворого
- Людмила Ариніна —  досвідчена медсестра
- Зоя Федорова —  Марія Йосипівна
- Сергій Свистунов —  епізод
- Анатолій Столбов —  потерпілий
- Володимир Казарінов —  епізод
- Ляхов Володимир —  епізод
- В. Жебелєва —  епізод
- Сергій Дворецький —  епізод  (немає в титрах)
- Станіслав Соколов —  епізод

## Знімальна група
- Режисер:  Вадим Гаузнер
- Автор сценарію:  Ізраїль Меттер
- Оператор:  Олег Куховаренко
- Композитор:  Олег Каравайчук
- Художник-постановник:  Володимир Гасілов